# Faraó (joc d'atzar)

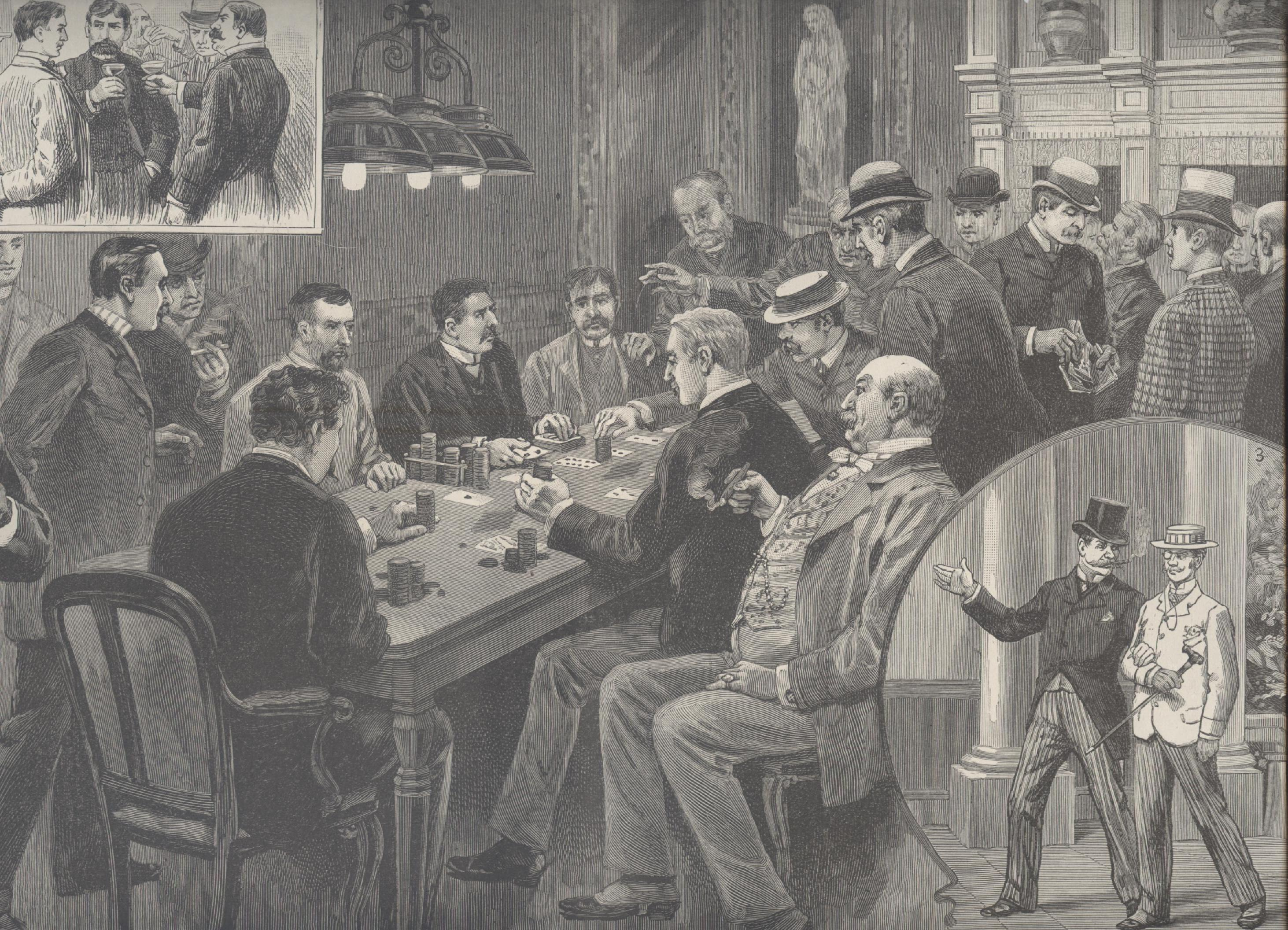
Partida de faraó a Nova Jersey el 1889

El Faraó és un joc d'atzar i contrapartida. L'objectiu és endevinar el valor de la carta que serà descoberta. Els elements de joc són una baralla de naips francesos, un tapet on hi ha representades totes les cartes d'un mateix pal i un abacus o comptador de cartes.

## Història
El joc del faraó va ser molt popular arreu d'Europa durant el segle xviii. Diverses obres literàries i artístiques recullen escenes amb partides de faraó, per exemple: La dama de piques (Txaikovski, basada en el conte homònim d'Aleksandr Puixkin), Afortunat en el joc de E.T.A. Hoffmann o en les memòries de Giacomo Casanova. Al segle xix aconseguí convertir-se en un dels jocs més típics dels salons de llunyà oest americà.
El faraó va ser prohibit per Felip V el 1720, tot i així hi ha referències de locals de la ciutat de Barcelona on encara s'hi podia jugar durant la primera meitat del segle xx.

## Regles
L'objectiu del joc és encertar el rang de les cartes; els pals no compten en aquest joc. Per tal de fer-ho, els jugadors emplacen llurs postes damunt les cartes representades sobre el tapet. Una mateixa fitxa pot jugar a una sola carta o en combinació amb altres segons la seva disposició sobre el tapet. Després, el crupier destapa dues cartes: la primera va a parar a la bassa perdedora i la segona a la bassa guanyadora. El crupier recull totes les fitxes que hi ha sobre la carta perdedora i paga totes les apostes guanyadores. Totes les apostes es paguen per igualtat (1 a 1). Les fitxes que resten sobre les altres cartes segueixen jugant a la següent partida. En cas que les dues cartes tirades siguin del mateix rang hi ha empat i la banca cobra la meitat del valor de totes les apostes fetes sobre aquella carta.
És costum que la primera carta de la baralla es cremi (no juga). Així la darrera mà de la partida té tres cartes. Els jugadors aposten aleshores a endevinar l'ordre en què apareixeran les cartes. Les apostes guanyadores es multipliquen per quatre.